# Biennio rosso

En sociologisk studie över våld i Italien mellan 1919 och 1922 genom text mining. Smala polar proportionerliga till antalet våldsakter mellan sociala grupper. Klicka på bilden för att se utvecklingen.

Biennio rosso, på svenska "två röda år", var en tvåårsperiod mellan 1919 och 1920 som bestod av djupgående sociala konflikter i Italien. Åren efterföljdes av en våldsam reaktion från den fascistiska svartskjortsmilisen och därigenom slutligen marschen mot Rom med Benito Mussolini 1922.
Perioden ägde rum under de två efter första världskriget påföljande åren, i ett Italien med en djup ekonomisk kris, hög arbetslöshet och politisk instabilitet. De kännetecknades av masstrejker, arbetardemonstrationer och självstyrningsexperiment genom land- och fabriksockupationer. I Turin och Milano skapades arbetarråd och många fabriksockupationer genomfördes av anarkosyndikalister. Upploppen nådde även jordbruksområdena kring Poslätten och kom i samband med bondeuppror, oroligheter på landsbygden och gerillakonflikter mellan vänster- och högermiliser.